# Wet van Curie

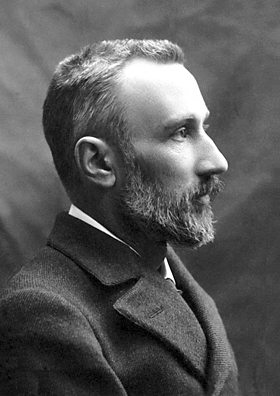
Pierre Curie

De wet van Curie beschrijft het verband tussen de magnetische susceptibiliteit χm  van een stof en de absolute temperatuur {\displaystyle T}, indien er sprake is van ideaal spin-paramagnetisme.
De wet werd in 1896 voor het eerst in deze vorm geformuleerd door Pierre Curie. In 1907 ontwikkelde de Franse fysicus Pierre-Ernest Weiss de wet van Curie verder tot de wet van Curie-Weiss, door rekening te houden met coöperatieve effecten.
Men verkrijgt deze wet wanneer men een ideaal systeem bekijkt dat uit N deeltjes met halftallige spin bestaat. Onder een ‘ideaal’ systeem wordt hier verstaan dat
- de grondtoestand van de deeltjes thermisch geïsoleerd is,
- er geen spin-baankoppeling is,
- er geen ligandenveldeffect optreedt,
- er geen magnetische anisotropie is
- en er geen collectieve magnetische effecten zijn, dat wil zeggen dat er geen magnetische wisselwerking tussen de deeltjes is.

## Beschrijving
Bij wijze van model gaat men uit van de oriëntatie van een deeltje met halftallige spin in een magneetveld. Het elektron heeft als roterende ladingsdrager een magnetisch moment en gedraagt zich als een magnetische dipool. Als men een uitwendig magneetveld aanbrengt, dan oefent dit veld een richtende kracht uit op de spin van het elektron. Er is een energetisch gunstige oriëntatie van de spin in de richting van het magneetveld mogelijk, en ook een tegengestelde energetisch ongunstige oriëntatie.  Men zou dus in eerste instantie verwachten dat alle spins zich in de richting van het magneetveld richten. In werkelijkheid is er echter een temperatuureffect dat als volgt te verklaren is:
- Boltzmannstatistiek: Met toenemende temperatuur neemt de kans toe dat spins de ongunstige antiparellelle oriëntatie aannemen.
- Thermische energie: Bij toenemende temperatuur werkt de eigen beweging van de deeltjes een oriëntatie in de richting van het magneetveld tegen.

De magnetische susceptibiliteit is een natuurkundige grootheid die bepaald wordt door het aantal spins die zich parallel aan het magneetveld richten en het aantal spins die zich antiparallel richten. Ofwel, de magnetisch susceptibileit geeft de verhouding aan tussen de soortelijke magnetisatiesterke (M) en de sterkte van het magnetisch veld (H). Om de susceptibiliteit te berekenen, moeten dus het richtende effect van het magneetveld en de tegenwerkende werking van de thermische effecten worden meegenomen. De Brillouinfunctie is de kwantummechanisch correcte functie voor het beschrijven van de susceptibiliteit. De wet van Curie is een bijzonder geval van de Brillouinfunctie voor zwakke magneetvelden en niet te lage temperaturen.
Voor paramagnetisch materiaal en temperaturen ver boven de curietemperatuur is volgens de wet van Curie de magnetische susceptibiliteit {\displaystyle \chi _{\text{m}}} (bij benadering) omgekeerd evenredig met de (absolute) temperatuur:
{\displaystyle \chi _{\text{m}}={\frac {C}{T}}}
De evenredigheidsconstante {\displaystyle C} heet de curieconstante, gedefinieerd als:
{\displaystyle C=\mu _{0}\,n\,{\frac {\mu ^{2}}{3\,k_{\text{B}}}}}
Daarin is:
{\displaystyle \mu _{0}} de magnetische permeabiliteit van het vacuüm
{\displaystyle n} de deeltjesdichtheid
{\displaystyle k_{\text{B}}} de Boltzmannconstante
{\displaystyle \mu } het permanente magnetische dipoolmoment van de paramagnetische deeltjes waaruit de betreffende stof is opgebouwd. Bij de wet van Curie wordt aangenomen dat dit dipoolmoment temperatuuronafhankelijk is.
Veelal worden de magnetische susceptibiliteit en de constante van Curie op de stofhoeveelheid betrokken in plaats van op het volume. In dat geval geldt:
{\displaystyle \chi _{\text{m,mol}}={\frac {C_{\text{mol}}}{T}}}
waarin
{\displaystyle \chi _{\text{m,mol}}={\frac {\mu _{0}N_{A}\mu ^{2}}{3k_{\text{B}}}}}
met {\displaystyle N_{A}}de constante van Avogadro.